# Academia Nacional de Ciências da Geórgia

Academia Nacional de Ciências da Geórgia, Tbilisi

A Academia Nacional de Ciências da Geórgia (em georgiano:  საქართველოს მეცნიერებათა ეროვნული აკადემია, transl. tr) é a principal sociedade científica da Geórgia. Foi denominada Academia de Ciências da República Socialista Soviética da Geórgia até novembro de 1990. A academia coordena  pesquisa científica na Geórgia e desenvolve relações com centros científicos de países estrangeiros.

## Membros atuais
Atualmente dentr os membros da academia contam cientistas como Tamas Gamqrelidse (linguística), David Muskhelishvili (história), Revaz Gamkrelidze (matemática), Simon Khechinashvili (medicina), George Nakhutsrishvili (botânica), Lado Papava (economia), David Lordkipanidze (paleoantropologia), etc.

## Presidentes
- Nikolai Muskhelishvili (1941–1972)
- Ilia Vekua (1972–1977)
- Evgeni Kharadze (1977–1986)
- Albert Tavkhelidze (1986–2005)
- Giorgi Kvesitadze (fevereiro 2013–atualidade)